# سيلوريجو دي ييبانا
بلدية سيلوريجو دي ييبانا (بالإسبانية: Cillorigo de Liébana)‏، هي إحدى بلديات منطقة كانتابريا, المصنفة على أنها مقاطعة أيضاً، في شمال إسبانيا.
يبلغ عدد سكانها 1.122 نسمة وفقاً لإحصائية سنة (2002).